# Antonio Leyza Sanchez

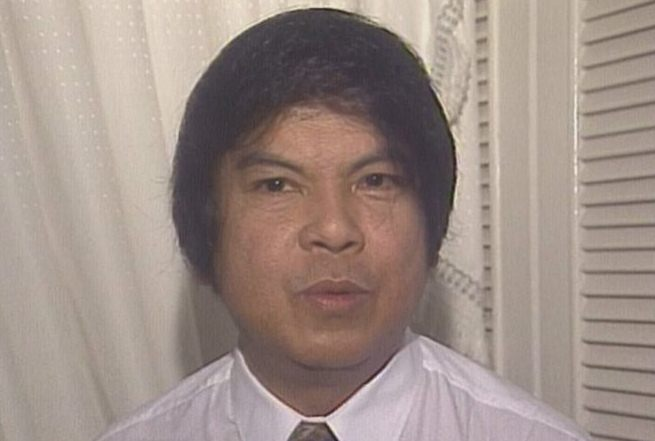
Antonio Leyza Sanchez (1993)

Antonio Leyza Sanchez (gestorben am 27. März 2021 in Muntinlupa, Philippinen) war ein philippinischer Politiker. Er amtierte als Bürgermeister von Calauan in der Provinz Laguna auf der Insel Luzon von 1980 bis 1986 und erneut von 1988 bis 1993. Er wurde als Drahtzieher der Ermordung der Studenten Eileen Sarmenta und Allan Gomez im Jahr 1993 zwei Jahre später, im Jahr 1995, zu lebenslanger Haft verurteilt. Er starb im Gefängnis in Muntinlupa.